# Arnulf iz Metza
Sveti  Arnulf iz Metza  (francosko Arnoul ali Arnoulf) je bil frankovski škof Metza in svetovalec merovinškega avstrazijskega dvora. Po upokojitvi se je umaknil v opatijo Remiremont, * okoli 582, Lay-Saint-Christophe pri Nancyju, Lorena, † 640, Remiremont.

## Rodoslovje Karolingov
Kmalu po letu 800 je bilo, najverjetneje v Metzu, sestavljeno kratko rodoslovje Karolingov, ki se je zgledovalo po Jezusovem rodoslovju v Novi zavezi. Iz rodoslovja je razvidno, da je bil Arnulfov oče nek Arnoald, sin nobilissima  Ansberta in Blithilde, domnevne, vendar ne dokazane, hčerke kralja Klotarja I.. V Vita Sancti Arnulfi (Življenje svetega Arnulfa)  njegovo merovinško poreklo ni dokazano.
Vita, ki je bila napisana kmalu po svetnikovi smrti, trdi, da je bil frankovskega porekla iz »dokaj  visoke plemiške družine in zelo bogat z zemeljskimi dobrinami«.  Tega, da je bil kraljevske  krvi, Vita ne omenja. Po salijskih zakonih noben Blithildin otrok ni mogel biti zakoniti naslednik  dinastije, kar bi lahko bil vzrok, da njihova povezava z Merovingi v pomembnih dokumentih ni omenjena.

## Življenje
Arnulf je bil rojen okrog leta 582 blizu Nancyje v Loreni v pomembni frankovski plemiški družini, ki je imela velike posesti med Mozelo in Meuso. Kot mladenič je bil poklican na dvor avstrazijskega kralja Teodeberta II. (vladal 595-612), kjer se je šolal pri Gondulfu Provansalskemu. Kasneje je služil kot vojvoda (dux) Šelde.
Med služenjem na dvoru Teodeberta II.  se je zelo izkazal, bodisi kot vojaški poveljnik, bodisi kot državni uradnik. V nekem trenutku je bil zadolžen  za kar šest provinc. Okrog  leta 596 se je poročil s plemkinjo, katero so v kasnejših virih poimenovali Dodi ali Doda (rojena okoli 584). Njih najstarejši sin je bil Klodulf. Bolj kot on je pomemben Arnulfov  drugi sin, Anzegizel, ki je bil poročen z Bego, hčerko dvornega  majordoma Pipina Landenskega.  Arnulf je bil zato po moški liniji stari oče Pipina Herstalskega, praded Karla Martela in praprapraded Karla Velikega. Ko je žena kot nuna odšla v samostan Treves, je Arnulf v tem videl božje znamenje in postal duhovnik in nato škof.
Po smrti kralja Sigiberta I. leta 575 je oblast v Avstraziji prevzela Brunhilda, ki je vladala v imenu svojega sina Hildeberta II. in nato vnuka Teodeberta II.. Vladala je tudi v Burgundiji. Arnulf se je leta 613 pridružil Pipinu Landenskemu in vodil upor frankovskega plemstva proti kraljici Brunhildi. Uporniki so kraljico odstavili, jo zverinsko mučili in nato usmrtili. Po njeni smrti je Klotar II. ponovno združil vsa frankovska kraljestva. 
Arnulf in njegov prijatelj, dvorni uradnik Romarik, sta nameravala oditi na romanje v opatijo Lérins. Ko je za  njun načrt izvedel  Klotar II., ki je zelo cenil Arnulfove organizacijske sposobnosti, mu je ponudil izpraznjeno mesto škofa v avstrazijski prestolnici Metz. Arnulf je ponudbo sprejel in hkrati ostal kraljev spremljevalec in dvorjan. Arnulf je bil tudi svetovalec Klotarjevega sina in naslednika Dagoberta I.. Njegov dvorni majordom je postal Pipin Landenski. Pipin in Arnulf sta okrog leta 624 nagovorila Dagoberta, da je umoril Krodoalda, pomembnega vodjo frankovske arnulfinške rodbine. 
Arnulfa je razen  politične kariere zanimalo tudi versko življenje, zato se je okoli leta 628 upokojil in postal menih. Začel je živeti življenje puščavnika na gori na svojem posestvu v Vogezih. Njegov prijatelj Romarik, katerega starše je umorila Brunhilda, se je v gore umaknil že okoli leta 613 in tam skupaj z Amatom ustanovil opatijo Remiremont. Po Klotarjevi smrti leta 629 se je Arnulf preselil v okolico Habenduma, kjer je med letoma 643 in 647 umrl. Pokopali so ga v Remiremontu.
Katoliška cerkev ga je kanonizirala kot svetnika. V ikonografiji je prikazan z grabljami v rokah. 

## Legende
Z Arnulfom so povezane tri legende.

### Legenda o prstanu
Arnulfa je mučilo nasilje, ki ga je obdajalo, in strah, da je tudi sam sokriv za vojne in umore v vladajočih družinah. Obseden s temi grehi je odšel na most čez Mozelo. S prsta je snel škofovski prstan,  ga vrgel v vodo in molil k bogu za odvezo grehov. Mnogo spokorniških let kasneje je ribič v škofovo kuhinjo prinesel ribo, v njenem želodcu pa so odkrili škofov prstan. Arnulf je najdbo imel za božje znamenje in se takoj umaknil s škofovskega položaja in ostanek življenja preživel kot puščavnik. 

### Legenda o ognju
V trenutku, ko je Arnulf odstopil s škofovskega položaja, je v kleteh kraljeve palače izbruhnil požar in grozil, da se bo razširil na ves Metz. Arnulf, poln poguma in občutka solidarnosti do meščanov, je stopil pred požar in rekel: »Če me bog namerava pogubiti, sem v njegovih rokah.« Z roko je naredil znamenje križa in požar je takoj ugasnil.

### Legenda o vrčku piva
Ko so farani Metza julija 642 odšli na Remiremont, da bi dobili nazaj posmrtne ostanke svojega nekdanjega škofa, je bilo zelo vroče. Teren je bil odljuden, s seboj pa so imeli zelo malo pijače.  V trenutku, ko se je izčrpana procesija nameravala zapustiti Champigneulles, je eden od faranov, Duc Notto,začel moliti: »Iskrena priprošnja blaženemu Arnoldu nam bo prinesle tisto, kar nam manjka«. Ostanki piva na dnu  vrčkov so se takoj začeli večati in narasli do te mere, da so si romarji potešili žejo in ga imeli dovolj tudi naslednji večer, ko so prispeli v Metz. 